# Letnie Grand Prix w skokach narciarskich w Oberhofie
Letnie Grand Prix w skokach narciarskich w Oberhofie – zawody skoków narciarskich, rozgrywane od 1996 roku na skoczni Hans-Renner-Schanze, na której w latach 1987-1998 gościła zawody Pucharu Świata. Te zawody wygrał Mika Laitinen, a pierwsze podium w swojej karierze w LGP zdobył Adam Małysz. Następny konkurs letni rozegrał się dopiero 10 lat później i jego zwycięzcą również został Małysz. Kolejny, zorganizowany w 2007 roku, wygrał inny reprezentant Polski – Kamil Stoch. Były to jednocześnie ostatnie jak do tej pory zawody najwyższej rangi na tej skoczni (tzn. zaliczane do LGP lub PŚ).

## Podium poszczególnych konkursów LGP w Oberhofie
| Lp | Data       | Uwagi | 1. miejsce    | 2. miejsce        | 3. miejsce         |
| -- | ---------- | ----- | ------------- | ----------------- | ------------------ |
| 1. | 21.08.1996 | -     | Mika Laitinen | Ari-Pekka Nikkola | Adam Małysz        |
| 2. | 3.10.2006  | -     | Adam Małysz   | Anders Bardal     | Janne Ahonen       |
| 3. | 3.10.2007  | -     | Kamil Stoch   | Jernej Damjan     | Thomas Morgenstern |